# Wurmannsquick
Wurmannsquick is een plaats in de Duitse deelstaat Beieren, en maakt deel uit van het Landkreis Rottal-Inn.
Wurmannsquick telt 3.470 inwoners.
Het wapen van Wurmannsquick bevat een lintworm.
Arnstorf ·
Bad Birnbach ·
Bayerbach ·
Dietersburg ·
Eggenfelden ·
Egglham ·
Ering ·
Falkenberg ·
Gangkofen ·
Geratskirchen ·
Hebertsfelden ·
Johanniskirchen ·
Julbach ·
Kirchdorf a.Inn ·
Malgersdorf ·
Massing ·
Mitterskirchen ·
Pfarrkirchen ·
Postmünster ·
Reut ·
Rimbach ·
Roßbach ·
Schönau ·
Simbach a.Inn ·
Stubenberg ·
Tann ·
Triftern ·
Unterdietfurt ·
Wittibreut ·
Wurmannsquick ·
Zeilarn